# Milikowice

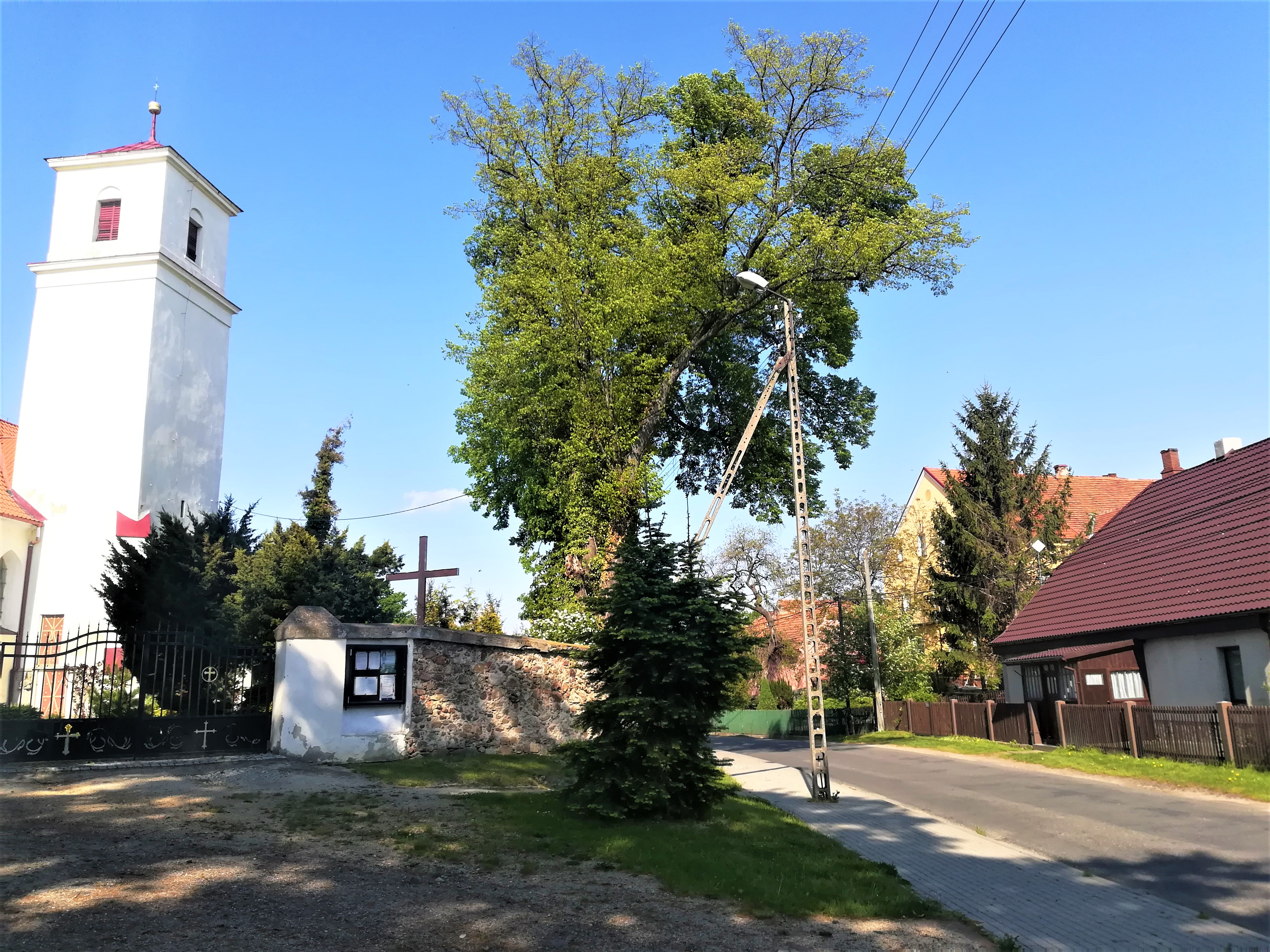
Milikowice

Milikowice (deutsch Arnsdorf) ist ein Dorf in der Stadt- und Landgemeinde Jaworzyna Śląska (deutsch Königszelt) im Powiat Świdnicki der Woiwodschaft Niederschlesien in Polen.

## Geographie
Milikowice liegt etwa vier Kilometer südlich von Jaworzyna Śląska (Königszelt) und fünf Kilometer nördlich von Świdnica (Schweidnitz).
Nachbarorte sind Świebodzice (Freiburg in Schlesien) im Westen, Witków (Wickendorf) im Norden, Tomkowa (Tunkendorf) im Nordosten, Komorów (Cammerau) im Süden und Swidnica (Schweidnitz) im Südosten.

## Geschichte
Möglicherweise wurde Arnoldsdorf im 13. Jahrhundert von einem Ritter Arnold aus dem Gefolge des Grafen Johann von Würben gegründet. Seit dem 25. Januar 1308 gehörte es dem Domherrn Heinrich von Baruth. Im Mittelalter zerfiel der Ort in zwei Anteile und nach dem Dreißigjährigen Krieg in drei Anteile. 1318 erfolgte die Ersterwähnung eines Pfarrers rector ecclesie in Arnoldi villa. Mit der Reformation wurde die Kirche von Arnsdorf 1538 evangelisch und nach 1654 rekatholisiert. Die überwiegend evangelischen Einwohner hielten sich zur Friedenskirche Schweidnitz. 1892 wurden Alt Jauernick, Neu Jauernick, Arnsdorf und Wickendorf zur neuen evangelischen Kirchgemeinde Wickendorf zusammengefasst.
- Ober Arnsdorf gehörte seit 1487 dem Schweidnitzer Patrizier Hans von Monau. 1488 trat er es zusammen mit anderen Gütern an seine Neffen Hans und Wenzel von Monau auf Kunzendorf ab. Seit 1497 besaß es der Schweidnitzer Patrizier Georg Ungerothen, seit 1503 sein Sohn Melchior Ungerothen und seit 1517 sein Bruder Kaspar Ungerothen. Die nächsten Besitzer waren die Herren von Gersdorf, von Tschirn, von Kruckau, von Tschirschky, von Reibnitz und die Herren von Zedlitz. Seit 1741 gehörte es dem Herzogtum Schweidnitz.
- Mittel Arnsdorf besaß 1685 Christoph Ernst von Sommer und 1691 Franz Albert von Sommer. Gottlieb von Sommer verkaufte es an die Familie von Gellhorn.[6]

- Nieder Arnsdorf gehörte seit 1511 den Brüdern Georg und Servatius von Schindel. Die Erben verkauften es an Johann Friedrich Baron von Nimptsch auf Oelse. 1694 war der Besitzer Hans Heinrich Baron von Nimptsch und 1733 Franz Julius Graf von Nimptsch. Danach gelangte es an den preußischen Hofrat Gottfried von Kehler und schließlich an seinen Sohn Karl von Kehler.[7] Die Liegenschaften wurden 1900 von Oberstleutnant Schmiege vereinigt. Die nächsten Besitzer waren die Grafen von Hasslingen, die Herren von Wietersheim und schließlich eine Baronin von Buddenbrock.

Nach dem Ersten Schlesischen Krieg fiel Arnsdorf 1741 an Preußen und wurde in den Kreis Schweidnitz eingegliedert. Im Siebenjährigen Krieg wurde der Ort stark verwüstet. 1785 hatte Arnsdorf insgesamt 446 Einwohner. Ober Arnsdorf zählte zwei Vorwerke, zwölf Bauern, 23 Stellenbesitzer, ein Häusler, eine Windmühle und 205 Einwohner. Mittel Arnsdorf zählte vier Bauern, vier Häusler und 42 Einwohner. Nieder Arnsdorf zählte ein Vorwerk, eine Schule, sieben Bauern, 18 Stellenbsitzer, drei Häusler, eine Windmühle und 199 Einwohner. Ober-, Mittel- und Nieder Arnsdorf waren Teil des Amtsbezirkes Alt Jauernick. Vor 1933 wurden Ober-, Mittel- und Nieder Arnsdorf zu Arnsdorf vereinigt. 1939 hatte der Ort 958 Einwohner. Mit der Übernahme 1945 durch sowjetischen Truppen und polnische Administration wurde Arnsdorf in Milikowice umbenannt. Die deutschen Einwohner wurden vertrieben und durch Polen ersetzt.

## Sehenswürdigkeiten
- römisch-katholische Pfarrkirche St. Michael, frühgotisch, zweite Hälfte 14. Jahrhundert, Wiederaufbau 15. Jahrhundert und 1668, 1891 restauriert
- ehemaliger evangelischer Kirchhof, Mitte 19. Jahrhundert
- Schlossruine, erbaut um 1830 im neugotischen Stil

## Galerie

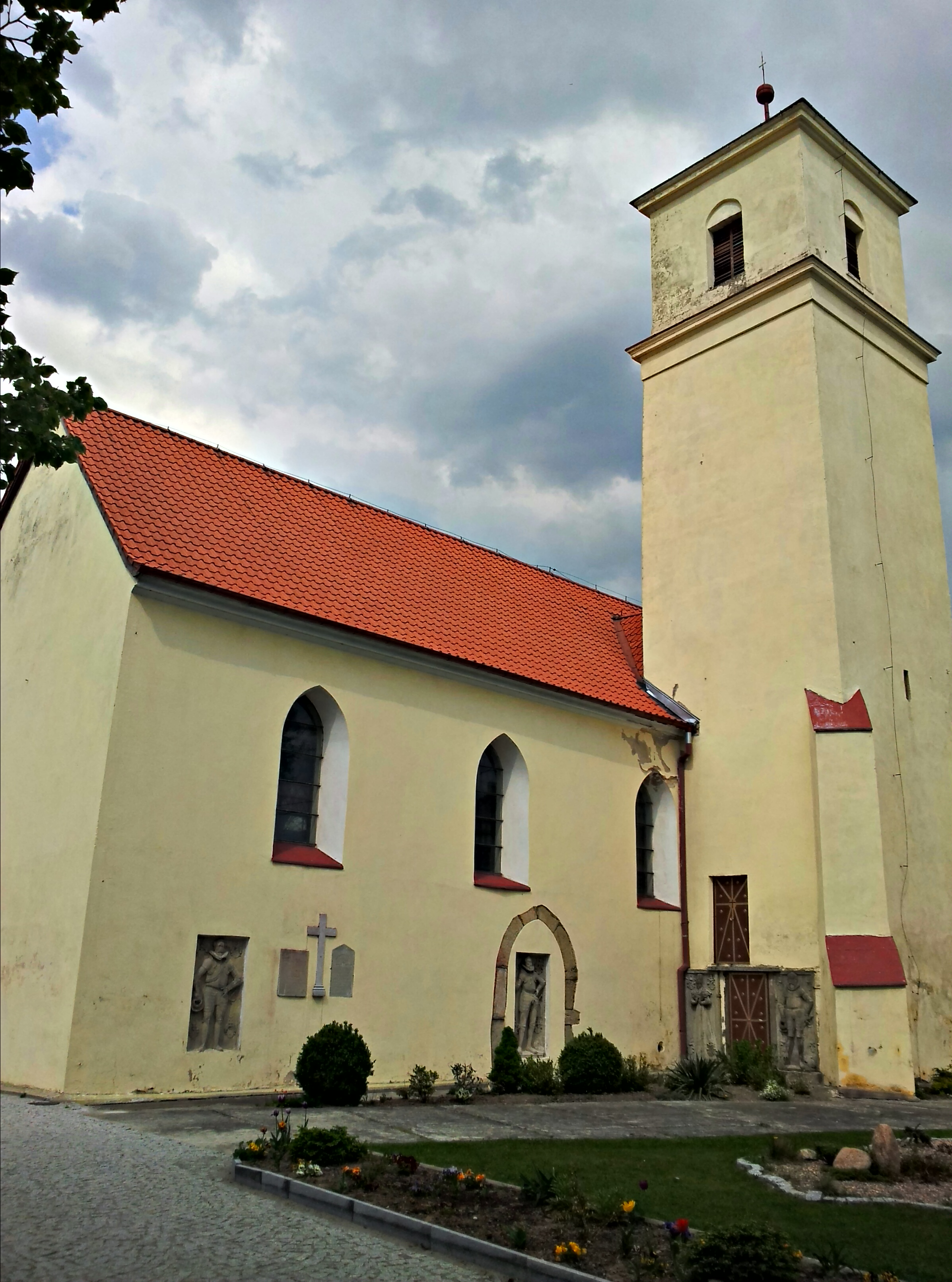
Pfarrkirche St. Michael
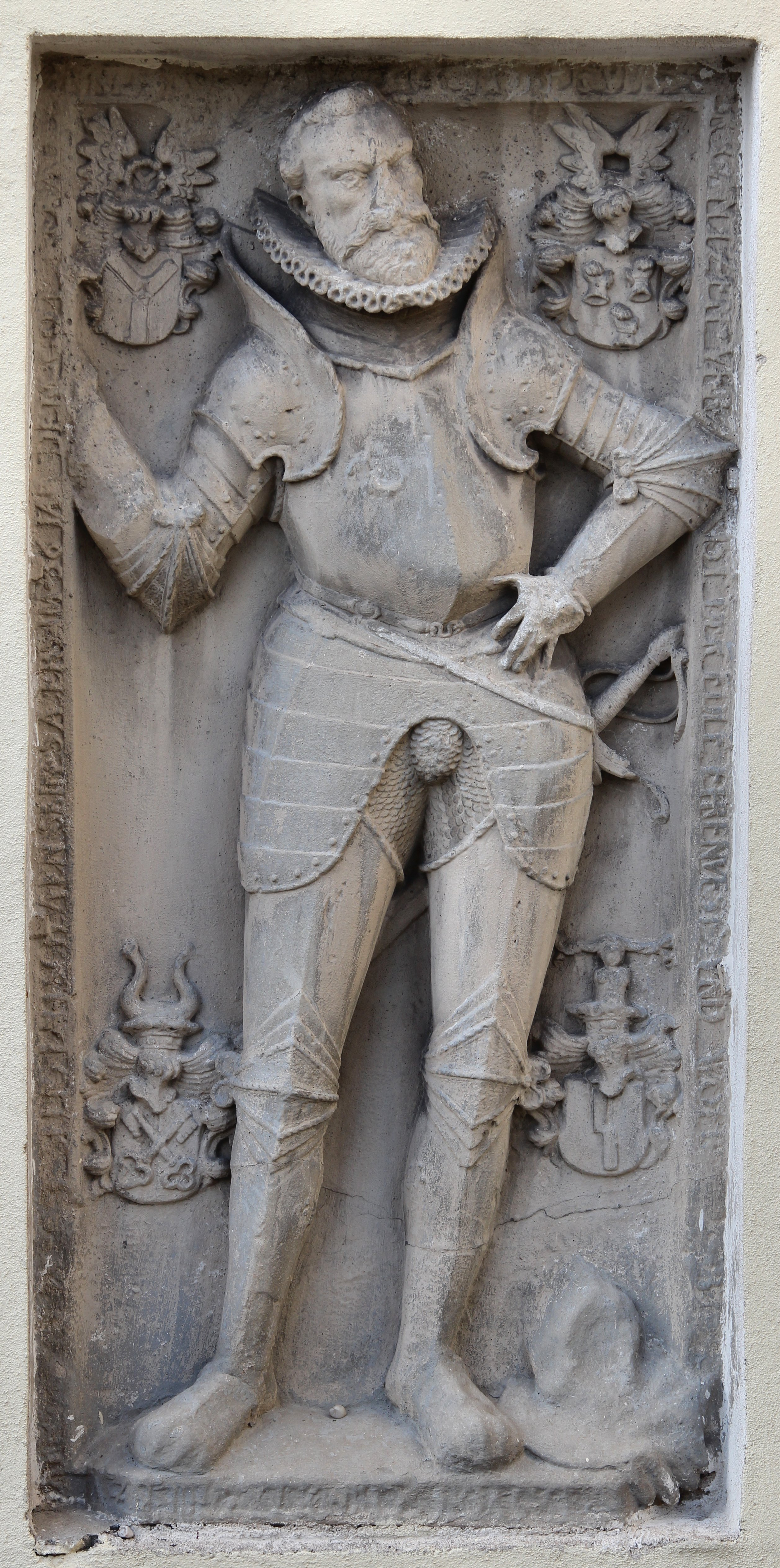
Epitaph
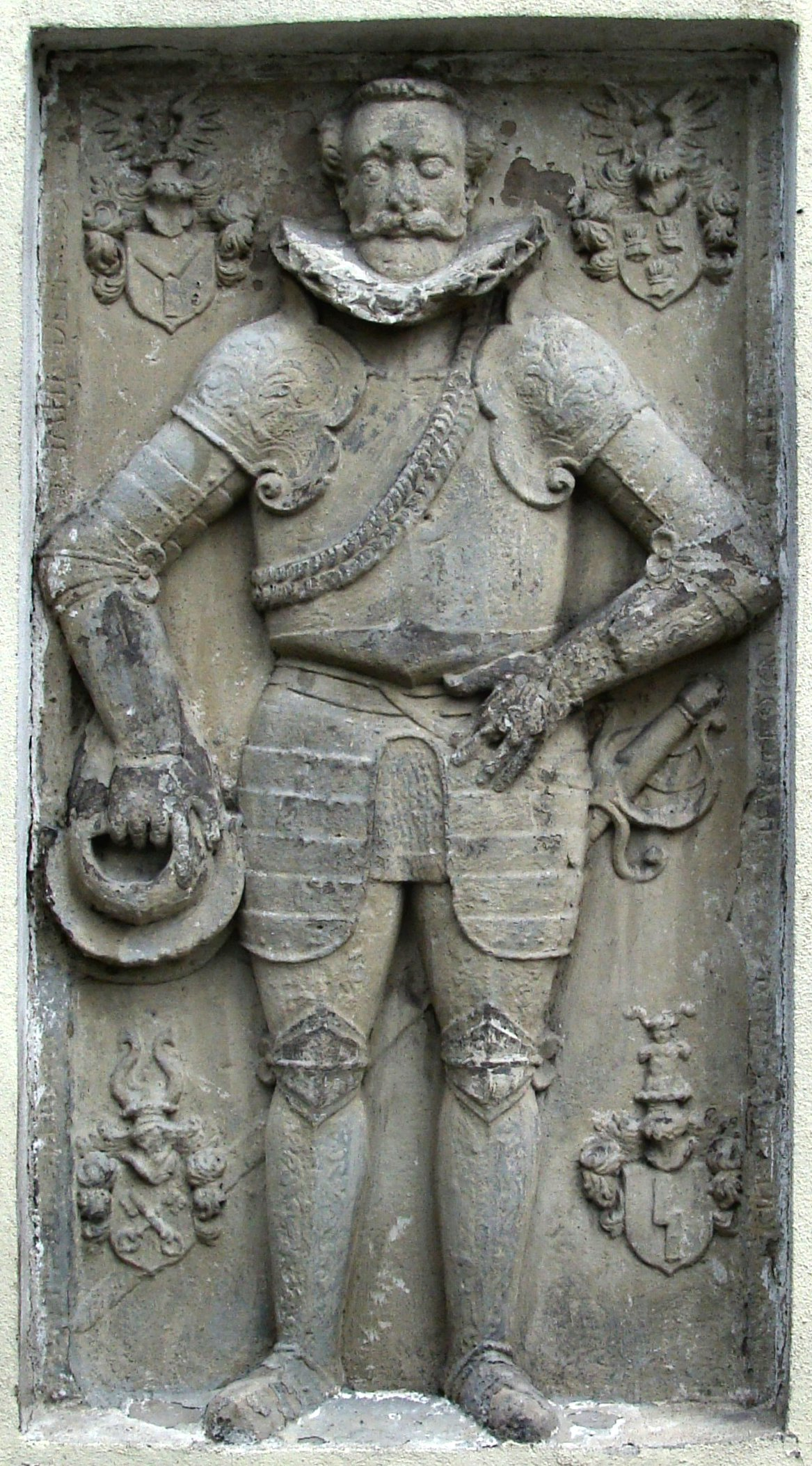
Epitaph
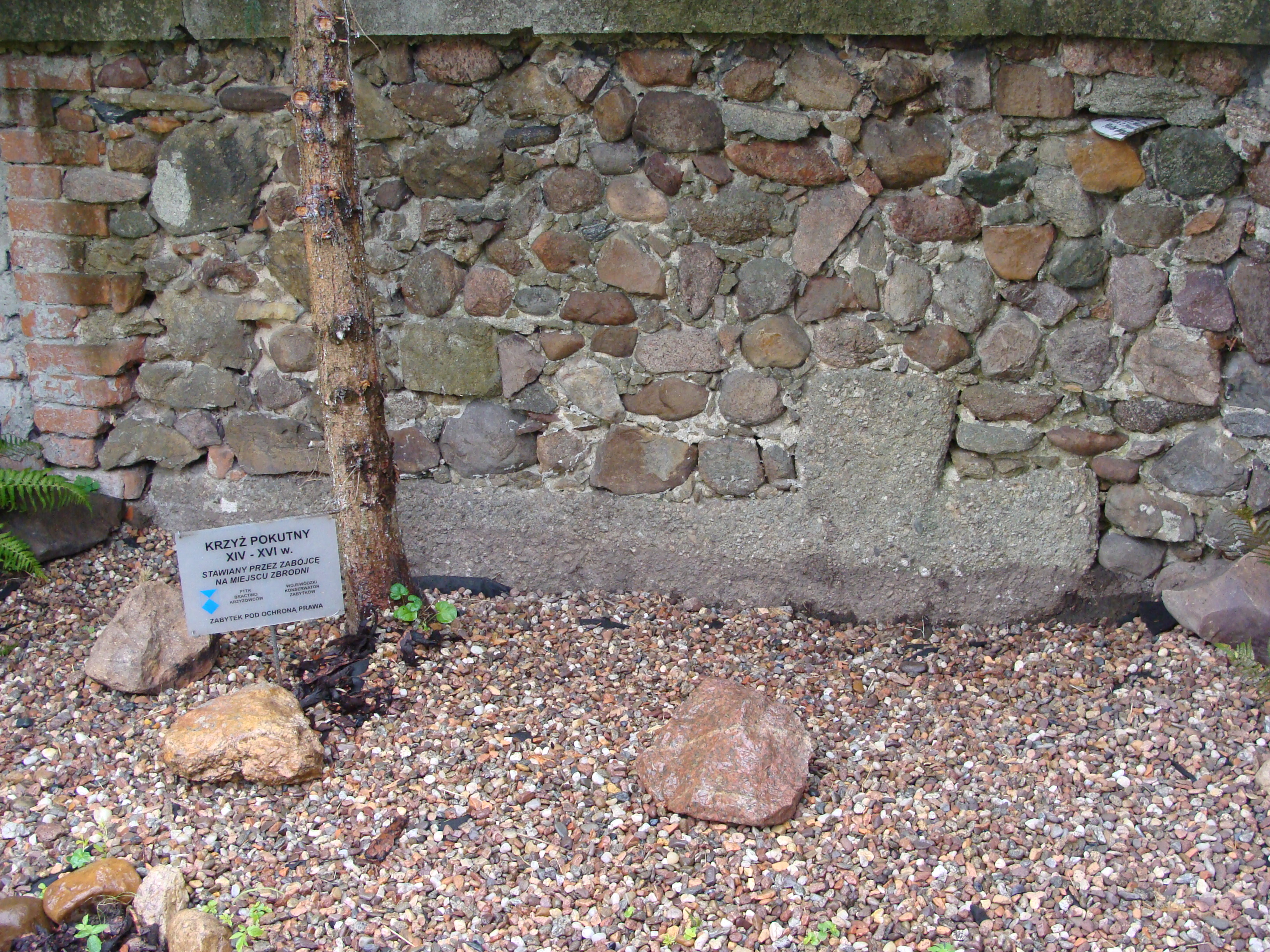
Mittelalterliches Steinkreuz
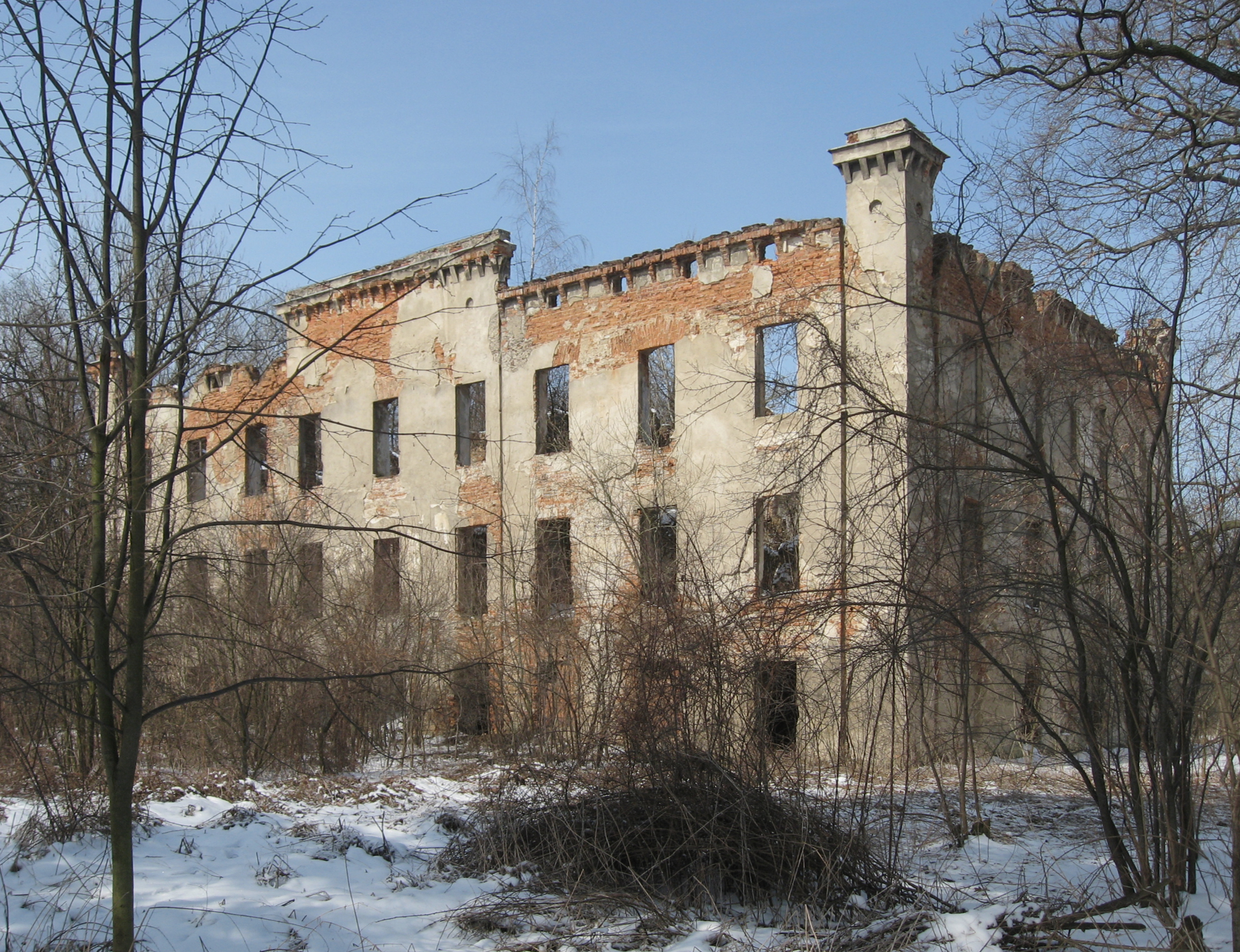
Schlossruine

## Persönlichkeiten
- Paul Keller (* 6. Juli 1873 in Arnsdorf; † 20. August 1932 in Breslau), deutscher Schriftsteller und Publizist